# Indian Head (Maryland)
Indian Head es un pueblo ubicado en el condado de Charles en el estado estadounidense de Maryland. En el año 2010 tenía una población de 3844 habitantes y una densidad poblacional de 552,5 personas por km².

## Geografía
Indian Head se encuentra ubicado en las coordenadas 38°35′52″N 77°9′25″O / 38.59778, -77.15694.

## Demografía
Según la Oficina del Censo en 2000 los ingresos medios por hogar en la localidad eran de $68.030 y los ingresos medios por familia eran $77.768. Los hombres tenían unos ingresos medios de $51.420 frente a los $41.494 para las mujeres. La renta per cápita para la localidad era de $28.229. Alrededor del 17,5% de la población estaba por debajo del umbral de pobreza.